# Ernst von Krosigk (General, 1782)
Ernst Friedrich von Krosigk (* 6. Mai 1782 in Poplitz; † 27. Oktober 1872 in Dessau) war ein preußischer Generalleutnant.

## Leben

### Herkunft
Ernst stammte aus dem Adelsgeschlecht von Krosigk. Er war ein Sohn von Ferdinand Anton von Krosigk (1743–1805) und dessen Ehefrau Dorothea Luise, geborene von Cramm (1753–1824). Zu Krosigks Brüdern zählten Dedo, Heinrich, Ludwig, Friedrich und Anton Emil von Krosigk. 

### Militärischer Werdegang
Krosigk begann seine Laufbahn in der preußischen Armee 1794 als Gefreiterkorporal im Infanterieregiment „Kronprinz“. Er avancierte im Regiment 1798 zum Fähnrich und 1801 zum Sekondeleutnant. Im Vierten Koalitionskrieg nahm er an den Gefechten bei Heiligenbeil, Gollau, Königsberg und Memel teil. 1807 wurde er dem Regiment der Gardes du Corps aggregiert und avancierte dort 1808 zum Premierleutnant, 1809 zum Stabsrittmeister, 1811 zum Rittmeister und 1813 zum Major. Während der Befreiungskriege nahm er an der Schlacht bei Großgörschen, der Schlacht bei Bautzen, der Schlacht um Dresden, der Völkerschlacht bei Leipzig sowie der Schlacht bei Paris teil. Bereits 1913 wurde er zum Chef der Garde-Voluntär-Kosakeneskadron ernannt. Seine Versetzung zum 1. Kürassier-Regiment erfolgte 1815. Noch im selben Jahr erhielt er seinen Beförderung zum Oberstleutnant, wurde im Folgejahr Regimentskommandeur und stieg 1823 weiter auf zum Oberst. Wegen angeschlagener Gesundheit schied er ebenfalls 1823 mit einem Wartegeld von 800 Talern aus und hat 1825 mit dem Charakter als Generalmajor und der gesetzlichen Pension seinen Abschied erhalten. 1840 wurde Krosigk der Rote Adlerorden II. Klasse mit Eichenlaub verleihen und 1843 hat er den Charakter als Generalleutnant erhalten.
Er war Herr auf Haus Nienburg bei Oschersleben.

### Familie
Krosigk heiratete auf Schloss Erxleben am 2. Mai 1811 Auguste Gräfin von Alvensleben (1791–1856), eine Tochter von Johann Ernst von Alvensleben (1758–1827) und Caroline von Rohr (1771–1816). Aus Krosigks Ehe gingen hervor:
- Moritz (1816–1862) ⚭ Leonie Freiin von Rothkirch und Trach (1824–1897)
- Elisabeth (1821–1882) ⚭ 1858 Hans Wilhelm von Kotze († 1868), Landrat
- Buko Gebhard (1824–1909), preußischer Generalleutnant

## Trivia
In Paul Schreckenbachs historischen Roman Der böse Baron von Krosigk, über Krosigks Bruder Heinrich während der Napoleonischen Kriege, sind einige Zeilen auch dem Rittmeister Ernst von Krosigk gewidmet.